# Chamaepetes
Chamaepetes es un género de aves galliformes de la familia Cracidae que incluye a dos especies de pavas de las selvas de Sudamérica y Centroamérica.

## Especies
Se conocen dos especies de Chamaepetes:
- Chamaepetes goudotii - Andes
- Chamaepetes unicolor - Costa Rica y Panamá